# Суперкубок Ісландії з футболу 1969
Суперкубок Ісландії з футболу 1969 — 1-й розіграш турніру. Матчі відбувалися навесні 1969 року між двома найсильнішими командами Ісландії сезону 1968. Суперкубок Ісландії здобув КР.
| Володар Суперкубка Ісландії 1969 |
| -------------------------------- |
|                                  |
| КР Перший титул                  |

## Формат
У турнірі взяли участь дві найкращі команди Ісландії сезону 1968:
- Чемпіон Ісландії  — КР
- Володар Кубка Ісландії  — «Вестманнаейя»

## Турнірна таблиця
| М  | Команда      | І | В | Н | П | МЗ | МП | РМ  | О |
| -- | ------------ | - | - | - | - | -- | -- | --- | - |
| 1. | КР           | 4 | 3 | 1 | 0 | 14 | 4  | +10 | 7 |
| 2. | Вестманнаейя | 4 | 0 | 1 | 3 | 4  | 14 | −10 | 3 |

## Результати
| Команда      | КР      | ВЕС     |
| ------------ | ------- | ------- |
| КР           |         | 4:2 6:1 |
| Вестманнаейя | 1:1 0:3 |         |